# Digitalna zemaljska televizija
Digitalna zemaljska televizija ili DTT (eng. digital terrestrial television) sustav je radiodifuzije i distribucije signala digitalne televizije putem mreže zemaljskih odašiljača. U Europi i nekim drugim zemljama prihvaćeni standard je DVB-T. Sličan je standard ISDB-T u Japanu i Brazilu, dok Sjeverna Amerika koristi ATSC, a Kina DMB-T/H.